# Bonneville County
Bonneville County är ett administrativt område i delstaten Idaho, USA, med 104 234 invånare (2010). Den administrativa huvudorten (county seat) är Idaho Falls.

## Geografi
Enligt United States Census Bureau har countyt en total area på 4 923 km². 4 940 km² av den arean är land och 83 km² är vatten.

### Angränsande countyn
- Madison County - nord
- Teton County - nord
- Teton County, Wyoming - nordöst
- Lincoln County, Wyoming - sydöst
- Caribou County - syd
- Bingham County - väst
- Jefferson County - nordväst